# Proctacanthus occidentalis
Proctacanthus occidentalis là một loài ruồi trong họ Asilidae. Proctacanthus occidentalis được Hine miêu tả năm 1911. Loài này phân bố ở vùng Tân Bắc giới.